# Elias Koteas
Elias Koteas (nascido em 11 marco de 1961) é um ator de cinema e televisão canadense, mais conhecido por seus papéis em The Prophecy, Fallen, The Killing e como Casey Jones em Teenage Mutant Ninja Turtles e Teenage Mutant Ninja Turtles III.

## Início da vida
Koteas nasceu em Montreal, Quebec no Canadá , onde seu pai trabalhava como mecânico para as estradas de ferro nacionais canadenses e sua mãe era uma chapeleira .  Seus pais são ambos de descendência grega  da Península de Mani e ele fala grego fluentemente[carece de fontes?]. Koteas estudou no Colégio Vanier, em Montreal.

## Filmografia
- Private Sessions (1985) (TV)
- One Magic Christmas (1985)
- Some Kind of Wonderful (1987)
- Gardens of Stone (1987)
- Tucker: The Man and His Dream (1988)
- Onassis: The Richest Man in the World (1988)
- Full Moon in Blue Water (1988)
- Friends, Lovers & Lunatics (1989)
- Malarek (1989)
- Blood Red (1989)
- Teenage Mutant Ninja Turtles (1990)
- Backstreet Dreams (1990)
- Desperate Hours (1990)
- Look Who's Talking Too (1990)
- Almost an Angel (1990)
- The Adjuster (1991)
- Chain of Desire (1992)
- Teenage Mutant Ninja Turtles III (1993)
- Cyborg 2 (1993)
- Exotica (1994)
- Camilla (1994)
- Power of Attorney (1995)
- The Prophecy (1995)
- Crash (1996)
- Hit Me (1996)
- Gattaca (1997)
- Divorce: A Contemporary Western (1998)
- Fallen (1998)
- Apt Pupil (1998)
- Living Out Loud (1998)
- The Thin Red Line (1998)
- Dancing at the Blue Iguana (2000)
- Harrison's Flowers (2000)
- Lost Souls (2000)
- Novocaine (2001)
- Shot in the Heart (2001)
- Collateral Damage (2002)
- Ararat (2002)
- The Sopranos (2002) (TV)
- S1m0ne (2002)
- Traffic (2004) (TV)
- The Greatest Game Ever Played (2005)
- The Big Empty (2005)
- House MD (2006) (TV)
- Conviction (2006)
- Skinwalkers (2007)
- Zodiac (2007)
- Shooter (2007)
- Prisoner (2007)
- The Girl in the Park (2007)
- Two Lovers (2008)
- CSI: NY (2008) (TV)
- Dark Streets (2008)
- The Curious Case of Benjamin Button (2008)
- The Haunting in Connecticut (2009)
- The Fourth Kind (2009)
- Three Backyards/3 Backyards (2009)
- My Own Love Song (2009)
- Defendor (2009)
- I Come with the Rain (2009)
- The Killer Inside Me (2010)
- Shutter Island (2010)
- Let Me In (2010)
- Combat Hospital (2011)
- Dream House (2011)
- A Very Harold & Kumar 3D Christmas (2011)
- Winnie Mandela (2011)
- Die (2011)
- Now You See Me (2013)
- Last Days on Mars (2013)
- The Killing (2013)
- Chicago PD (2014)